# Margarete Depner

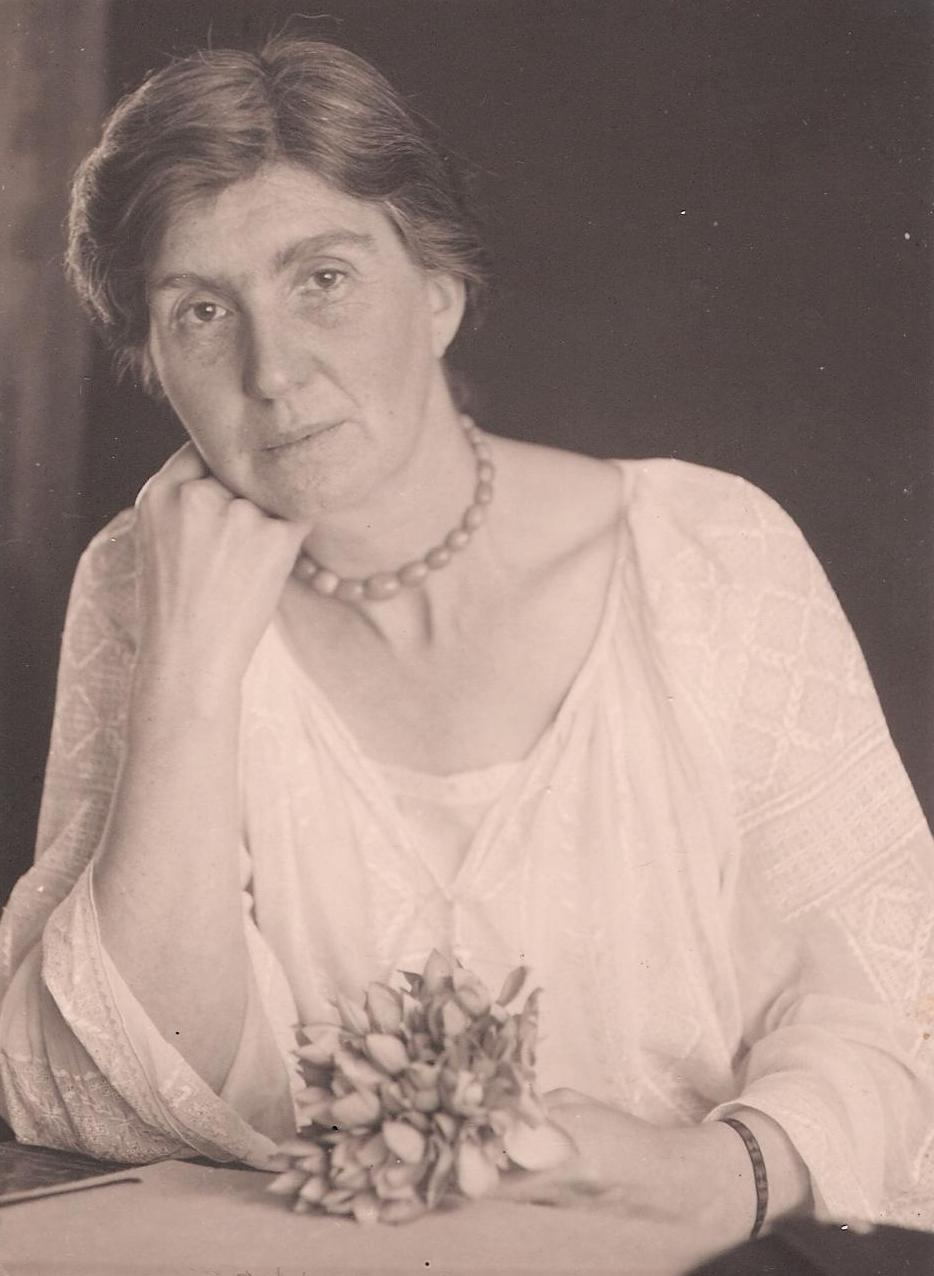
Margarete Depner in den 1930er Jahren

Margarete Depner, geb. Margarete Scherg (* 22. März 1885 in Kronstadt, Österreich-Ungarn; † 2. September 1970 ebenda) war eine siebenbürgisch-sächsische Bildhauerin, Malerin, Zeichnerin und Kunstsammlerin sowie Mäzenin anfangs ungarischer und anschließend rumänischer Staatsangehörigkeit.

## Leben und Werk

### Herkunft
Margarete Depner wurde als deutschsprachige Siebenbürger Sächsin am 22. März 1885 in Kronstadt im damals zu Ungarn gehörenden Teil der Habsburgermonarchie geboren, einem multiethnischen und multireligiösen Gebiet. Sie war die älteste Tochter von Wilhelm und Julie Scherg, geborene Stenner. Zusammen mit der Schwester Marie (1890–1980) und dem Bruder Wilhelm (1888–1961) wuchs sie in begüterten Verhältnissen auf. Der Vater hatte den Tuchbetrieb seiner Eltern übernommen und das Unternehmen in der Zwischenkriegszeit des 20. Jahrhunderts zu dem bedeutendsten Textilbetrieb Siebenbürgens und der zweitgrößten Fabrik Rumäniens umgestaltet. Die Zahl der Beschäftigten schwankte zu dieser Zeit zwischen 1.400 und 1.900 Personen.
1907 heiratete Margarete Scherg Wilhelm Depner. Er hatte in Wien Medizin studiert und engagierte sich in den 20er und 30er Jahren als Regionalpolitiker. Depner führte eine erfolgreiche Privatklinik für Chirurgie, Orthopädie und Gynäkologie und baute eine der ersten Röntgenkliniken des Landes auf. 1911 kam die Tochter Thea, 1914 kurz vor dem Ersten Weltkrieg die Tochter Maja, und 1919 nach Kriegsende der Sohn Wilhelm zur Welt. Allen drei Kindern wurde eine gute Ausbildung zuteil. Thea studierte Medizin und setzte als Chefärztin in der kommunistischen Zeit im Spital ihres Vaters sein Erbe fort. Maja wurde Historikerin in Kronstadt und Wilhelm Ingenieur. Mit dem Ende des Krieges war die Habsburgermonarchie zerfallen. In Europa kam es zu neuen Grenzziehungen – so auch in Südosteuropa. Siebenbürgen wurde gleich nach dem Friedensschluss 1918 von Österreich abgetrennt und gehörte ab 1920 endgültig zum Königreich Rumänien.

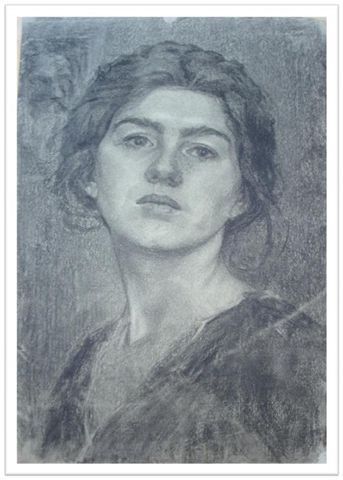
Selbstporträt, Kohle

Margarete Depner perfektionierte in der Zwischenkriegszeit auch durch autodidakte Studien ihre künstlerischen Kenntnisse und trat durch gesellschaftspolitisches Engagement hervor. Als Vorsteherin des Evangelischen Waisen- und Kinderschutzvereins und als Begründerin eines Tagesheimes für Kinder gingen ihre Tätigkeiten in das Kronstädter Leben ein. Es war die erste Institution dieser Art in Rumänien, bei der die Kinder – einer Ganztagesschule mit Nachmittagsbetreuung ähnlich – unter der Aufsicht von Lehrpersonal nach dem Unterricht eine spezielle Förderung erfuhren. Auch wurden am familiären Mittagstisch der Depners immer mehrere bedürftige Kinder verpflegt.

Neben ihrem sozialpolitischen Engagement und ihrer im siebenbürgischen Kontext einzigartigen mäzenatischen Funktion entwickelte sich Margarete Depner in der Zwischenkriegszeit zu einer anerkannten Malerin und Bildhauerin. Der künstlerische Durchbruch gelang ihr 1933 mit einer Gesamtschau ihres Werkes in Kronstadt. Während sie zum fixen Bestandteil der siebenbürgischen Kunstszene avancierte und sich vor allem als eigenständige Bildhauerin profilierte, kam es ab 1933 durch den Aufstieg Hitlers in Deutschland auch in Siebenbürgen zu politischen Machtverschiebungen. Während ein großer Teil der deutschsprachigen Minderheit im Nationalsozialismus und einer „Heimkehr ins Reich“ neue Hoffnung erblickte, war ein anderer Teil von der Notwendigkeit der Eigenständigkeit der Rumäniendeutschen überzeugt. In der Kunst kam es in formaler Organisation zu Gleichschaltung. Ebenso gelang einigen Kunstschaffenden, so auch Margarete Depner, die Beibehaltung der inhaltlichen Eigenständigkeit. 

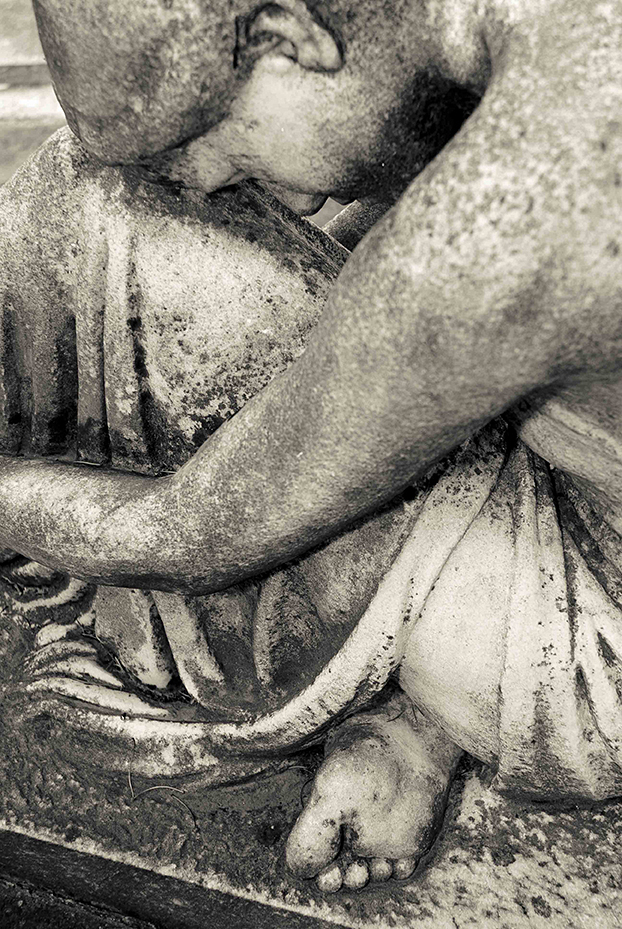
Die Trauernde I

Als man 1937 die erste Gesamtschau deutscher Künstler in Rumänien in Kronstadt präsentierte, wurde dies bemerkt: „Auffallend ist die verwirrende Vielfalt von Stilen, von scharfen Gegensätzen in der geistigen Haltung und in der Ausdrucksweise.“ 
Auffallend war auch die große Beteiligung von Frauen in der Kunst, ein Drittel der sächsischen Künstler war weiblich. Über Margarete Depners Werke hieß es anerkennend, sie besäßen: „eine ganz seltene Feinnervigkeit und höchste persönliche Kultur.“  Diese „persönliche Kultur“ wird die Grundlage für ihre geringe Beeinflussbarkeit durch die NS-Ideologie sein.
Nach dem Zweiten Weltkrieg änderten sich in Rumänien die gesellschaftlichen Verhältnisse grundlegend. 1948 kam es zu generellen Enteignungen von Besitz und Produktionsmitteln. Dies betraf die Schergsche Tuchfabrik ebenso wie das Depnersche Sanatorium. Waren während des Nationalsozialismus die deutschsprachigen Siebenbürger privilegiert, so wurde die deutschsprachige Bevölkerung nunmehr als „faschistisch“ eingestuft und war Repressionen ausgesetzt. Auch Wilhelm Depner wurde in der Nachkriegszeit dreimal verhaftet. Er genoss jedoch bei den sowjetischen Militärbehörden einen guten Ruf, da er durch seine politische Tätigkeit ab 1933 als Antihitlerist bekannt war. Viele Siebenbürger Deutsche wurden aus Kronstadt zwangsevakuiert. Die Familie Depner beschloss trotz der widrigen Umstände zu bleiben.
Margarete Depner gelang es, in der Volksrepublik Rumänien als Künstlerin anerkannt zu werden. So konnte sie, obwohl ihr Wohnhaus enteignet war, ein eigenes Zimmer und ein weiteres als Atelier behalten. Wollte sie als Künstlerin arbeiten, musste sie der Gewerkschaft beitreten. Als sie sich 1951 um die Aufnahme in die Künstlervereinigung bewarb, wurde ihr diese für die Abteilung Skulptur gewährt. Nun, in der kommunistischen Ära, erhielt die über Sechzigjährige erstmals in ihrem Leben einen öffentlich anerkannten Status. Erst als Pensionistin hatte sie einen professionellen Titel für ihre lebenslange Berufung erhalten. Obwohl ihr die Kunst als Hilfe gegen die Schwierigkeiten im Alltag galt und ihr das psychische Überleben sicherte, hatte sie doch die Leichtigkeit in ihrem Schaffen verloren.
Sie starb am 2. September 1970 und wurde auf dem Kronstädter Friedhof an der Seite ihres Mannes unter der von ihr geschaffenen Skulptur, der Kauernden beerdigt.

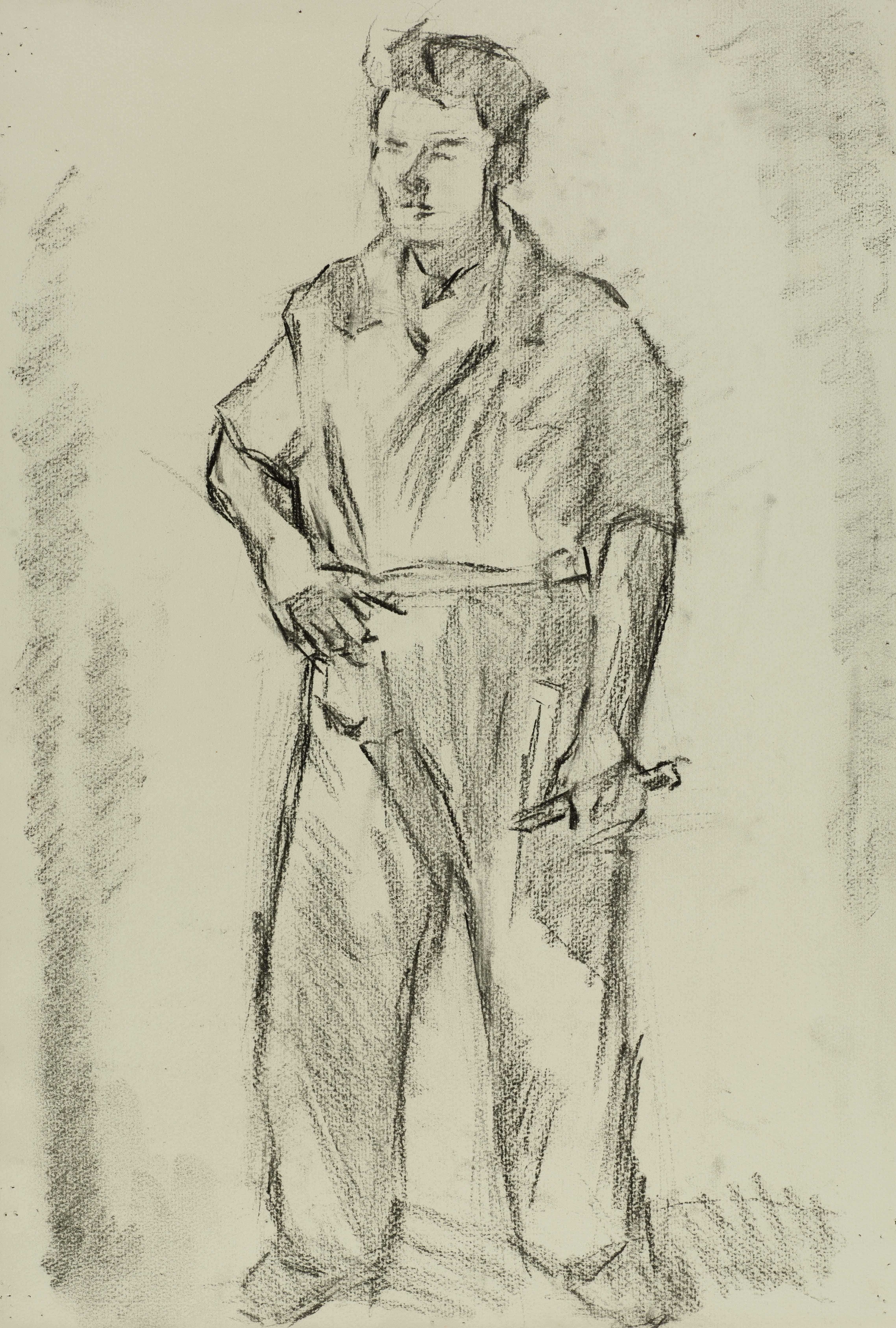
Fabriksarbeiter II

### Die Mäzenin
Die fast ausschließlich protestantische Gesellschaft der Siebenbürger Sachsen war mehr durch spartanischen Puritanismus denn durch großzügige Kunstförderung geprägt. Margarete Depner war diesbezüglich sowohl als Mensch als auch als Frau eine Ausnahme. Sie besaß durch ihre Herkunft ökonomische Potenz, durch ihre Studien einen guten Geschmack, zudem die richtigen Kontakte und in erster Linie Förderungsambitionen. War sie im Alltagsleben eher anspruchslos, so zeigte sie sich bezüglich der Kunst geradezu verschwenderisch. Über die Jahre hinweg hatte sie über hundert Bilder ihrer siebenbürgischen Kollegen gesammelt. Aber auch internationale Werke bekannter Künstler wie Käthe Kollwitz, Lovis Corinth, Richard Boege oder Ernst Barlach waren Teil ihrer Kollektion.
Von einigen Künstlern besaß sie nicht nur ein Werk, sondern zahlreiche. Eine Liste verzeichnet fünf Bilder von Arthur Coulin, dreiundzwanzig Bilder von Friedrich Miess und vierzehn Werke von Fritz Kimm. Dieser hatte auch einige Auftragsarbeiten von den Familien Scherg und Depner erhalten. Er porträtierte die Eltern, Wilhelm und Juliane Scherg, den Ehemann Wilhelm Depner im Operationssaal, die Kinder Thea, Maja, Wilhelm und selbst seine Kollegin Margarete Depner beim Zeichnen. Das Ölbild von Wilhelm Scherg wurde nach ihrem Tode 1971 dem Brukenthalmuseum in Sibiu/Hermannstadt verkauft. So verdankt dieses der Privatsammlung Margarete Depners zwei Ölwerke Fritz Kimms. Von Friedrich Miess gelangten ebenfalls Bilder in das Brukenthalmuseum. Auf die gleiche Art und Weise kamen zumindest zwei wichtige Werke Grete Csaki-Coponys in öffentlichen Besitz. Die in Kronstadt geborene Malerin hatte mit ihrem Mann und den Kindern Siebenbürgen 1934 zu Gunsten von Stuttgart verlassen, von wo aus sie über Berlin Karriere machte. In ihrer Heimat sind „Die Dächer im Schnee“, in Hermannstadt/Sibiu dank des sammlerischen Engagements von Margarete Depner nun im Brukenthalmuseum zentraler Bestandteil der permanenten Ausstellung. „Die Dächer im Schnee“ befanden sich zusammen mit acht anderen Bildern im Nachlass von Margarete Depner.
Auch Hans Eder wurde durch Aufträge gefördert. Er malte Depner im Operationssaal und die Schwägerin Marie Depner mit ihrem Strickstrumpf. Dieses Porträt wurde von der Tochter Margarete Depners, Maja Philippi, 1971 dem Brukenthalmuseum verkauft. Auf die gleiche Art und Weise gelangte seine „Bosporuslandschaft“ in Museumsbesitz. Margarete Depner besaß in ihrer Privatsammlung für das geplante Museumsprojekt zumindest neun Bilder von Hans Eder. Seine „Hochzeit vom Kanaan“ wurde 1983, zum 110. Geburtstag von Wilhelm Depner von den verantwortungsvollen Erben der Schwarzen Kirche in Kronstadt zum Geschenk gemacht. Dort ist sie durch die großzügige Geste der Erben im Osten des nördlichen Seitenschiffes, gleichsam als stilles Vermächtnis Margarete Depners an die Nachgeborenen im öffentlichen Raum für alle Interessierten zu besichtigen. Ihre bislang unterschätzte jedoch im Kontext pionierhafte Rolle als Mäzenin wird durch die Widmung des Kronstädter Komponisten Paul Richter besonders unterstrichen. Das Streichquartett Nr. 2 in d-moll versah er mit folgenden Worten: „Der Künstlerin und Förderin der Kunst Frau Margarethe Depner verehrungsvoll zugeeignet vom Componisten. Hermannstadt 1. Februar 1937.“

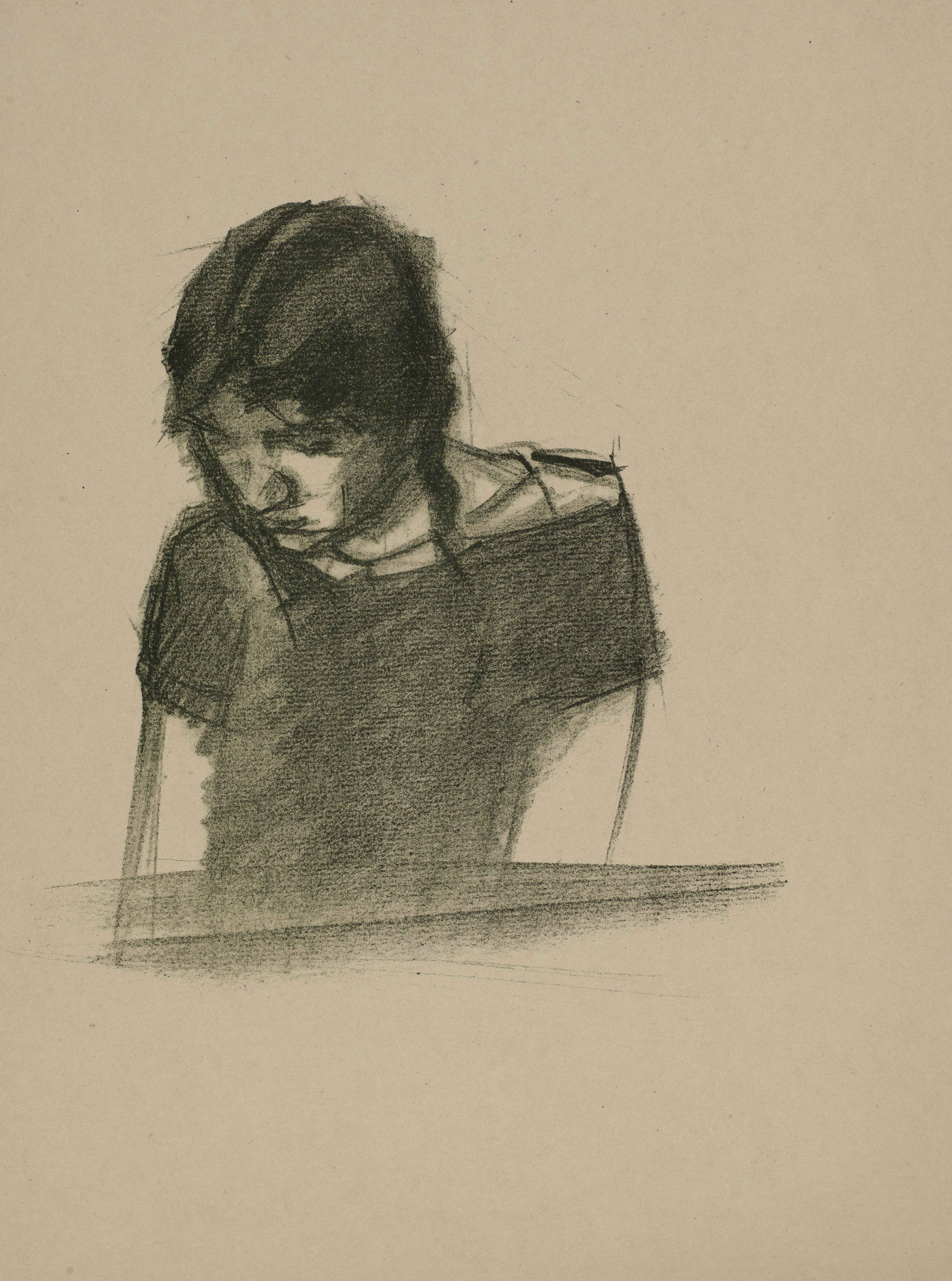
Tochter Maja V

Ihre Vision war es, ihre private Kunstsammlung in einem eigenen Museum der Öffentlichkeit zu präsentieren. Diese Idee ließ sich im Nachkriegsrumänien wegen fehlender finanzieller Mittel und der Enteignung ihres Hauses, das sie mit zahlreichen Mitbewohnern teilen musste, nicht verwirklichen.

### Künstlerischer Werdegang
Die Region Siebenbürgen war, bis in die Zeit des Nationalsozialismus hinein, direkt an die gesamteuropäischen Kunstentwicklungen angeschlossen gewesen. Man verfolgte und reflektierte hier die europäischen Trends und entwickelte sie zu eigenständigen Kunstformen weiter. Dennoch waren die Bildungsmöglichkeiten in Siebenbürgen für Mädchen äußerst eingeschränkt. So besuchte Depner bereits zwischen 1901 und 1902 ein Mädchenpensionat in Weimar. Schon bald begann sie zu zeichnen und konnte sogar 1905 eine eigene Schulung bei Wilhelm Jordan in Berlin, der wichtigsten Metropole für zeitgenössische Kunst, durchsetzen. Der Aufenthalt scheint zudem mit der persönlichen Bekanntschaft der von ihr bewunderten Käthe Kollwitz verbunden gewesen zu sein, deren lebensbiographischen und künstlerischen Ähnlichkeiten in ihren frühen Arbeiten, Kohlezeichnungen und Lithographien offensichtlich sind.

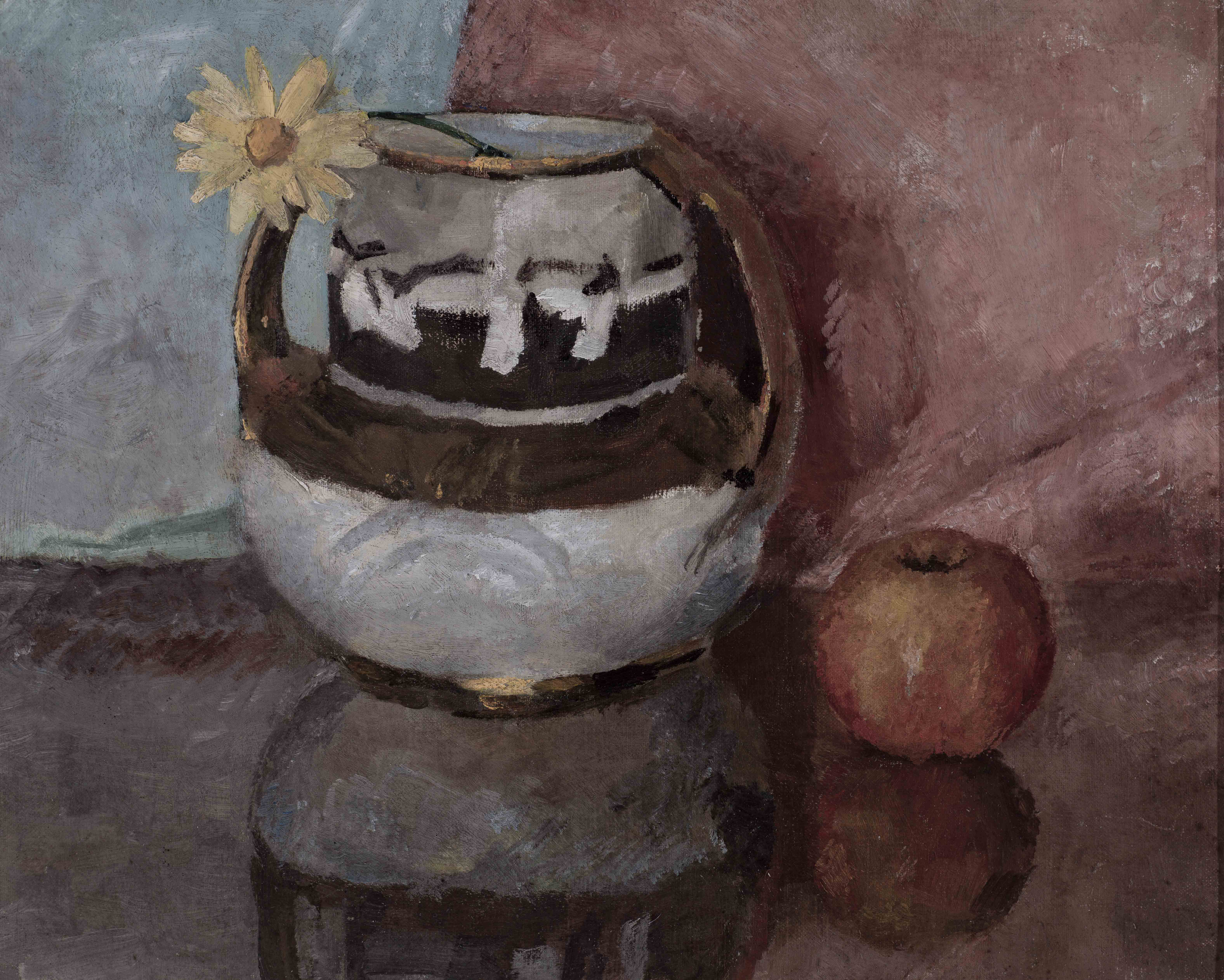
Vase mit Apfel, Stillleben

In der Folge fand sie ihre Privatlehrer auch in Kronstadt unter anderem bei Ernst Kühlbrandt (1857–1933). Durch seine gelehrigen Hände waren die meisten siebenbürgischen Künstler gegangen. Sein Zeichenunterricht baute auf exaktes Naturstudium. Arthur Coulin (1869–1912), der in Graz, München, Wien und Rom seine stilistischen Schulungen erhalten hatte und der sowohl durch seine Bilder als auch seine publizierten kunsthistorischen Betrachtungen für die moderne Malerei Siebenbürgens bahnbrechend war, beeinflusste sie in ihren frühen Jahren ebenfalls. Freundschaftliche Beratung kam zudem von Friedrich Miess, Fritz Kimm und Hans Eder.
Im Ersten Weltkrieg flüchtete die Familie nach Budapest. Dort gelang es Dengler, bei István Réti (1872–1945) zahlreiche Zeichenkurse zu belegen. Für die Künstlerin bedeutete dies einen Professionalisierungsschub. Réti hatte in München, Paris und Turin studiert und zählte zu den bedeutendsten Künstlern Ungarns. Er war zudem Mitbegründer der 1896 ins Leben gerufenen Künstlerkolonie von Nagybánya/Baia Mare. Dort fand 1916 Depners erste Ausstellung statt, bei der eines ihrer Ölbilder prämiert wurde.
Nach dem Ersten Weltkrieg tritt in ihren Arbeiten die Beschäftigung mit sozialengagierten Fragen und den kriegsbedingten Erlebnissen klar zu Tage. Im Spital ihres Mannes hatte Margarete Depner immer wieder Verwundete gepflegt und ihre Beobachtungen ins Zentrum ihres Schaffens gestellt. Die arme Witwe, Mutter und Waisenkind und Die Waisenkinder waren offensichtlich erschütterndes Thema einer krisenhaften Zeit und einer wach beobachtenden Künstlerin. Wie wichtig ihr diese pazifistischen Werke waren, zeigt auch die Tatsache, dass sie als Lithografien auf Postkarten vervielfältigt wurden. Das Thema Die Waisenkinder bearbeitete sie zudem nochmals in Öl. 1919 publizierte sie ihre Arbeiten, so die eines Verwundeten mit Kopfbandagen – der Steinzeichnung und die der Betrogenen einer Lithografie – 1920 – beide in der Kunstzeitschrift Das neue Ziel. Diese Entstehungszeit macht deutlich, dass die zugeschriebene Ähnlichkeit mancher ihrer Grafiken mit jenen von Käthe Kollwitz kaum zufällig sein kann.

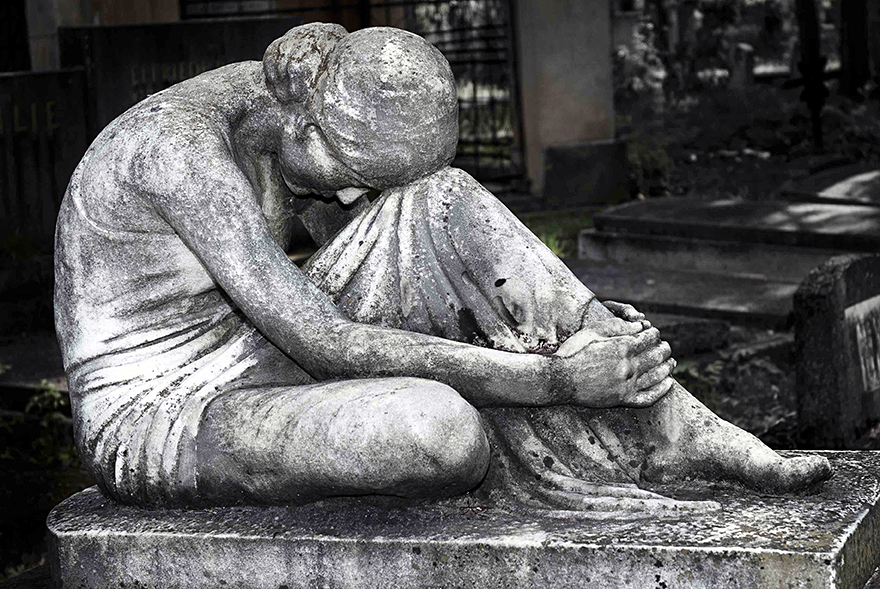
Die Trauernde Zentralfriedhof

Margarete Depner traf als fast Vierzigjährige die Entscheidung für die Ölmalerei. Hier setzte sie in den 20er Jahren ihren neuen Schwerpunkt. Zwischen 1925 und 1927 nahm sie in privaten Kunstschulen in München und 1929 in Berlin Malunterricht. 1930 sollte eine Schau einen Gesamtüberblick über die künstlerische Szene in Kronstadt ermöglichen. Margarete Depner beteiligte sich daran mit zahlreichen Werken der unterschiedlichen Genres. Zur zweidimensionalen Arbeit der Grafik und Malerei war demnach Mitte bis Ende der zwanziger Jahre die dreidimensionale Bildhauerei getreten. In diesem Genre wird sie zur Pionierin Siebenbürgens, der die Region die Wiederbelebung der Plastik verdankt. Ihre neue Beschäftigung mit der Bildhauerei brachte sie 1931 zu ausführlicheren Studienzwecken nach Deutschland. Ihr Ziel galt dem aus Wien stammenden Bildhauer Josef Thorak, der unter den Nationalsozialisten mit seiner monumentalen Formgestaltung eine besondere Karriere machte. Der Aufenthalt in seinem Atelier dauerte nur kurz, da sie die Gigantomanie des männlichen Kollegen nicht schätzte. In der Privatschule von Marcel Gimond erhielt sie 1934 in Paris ihre letzte fachliche Fortbildung.

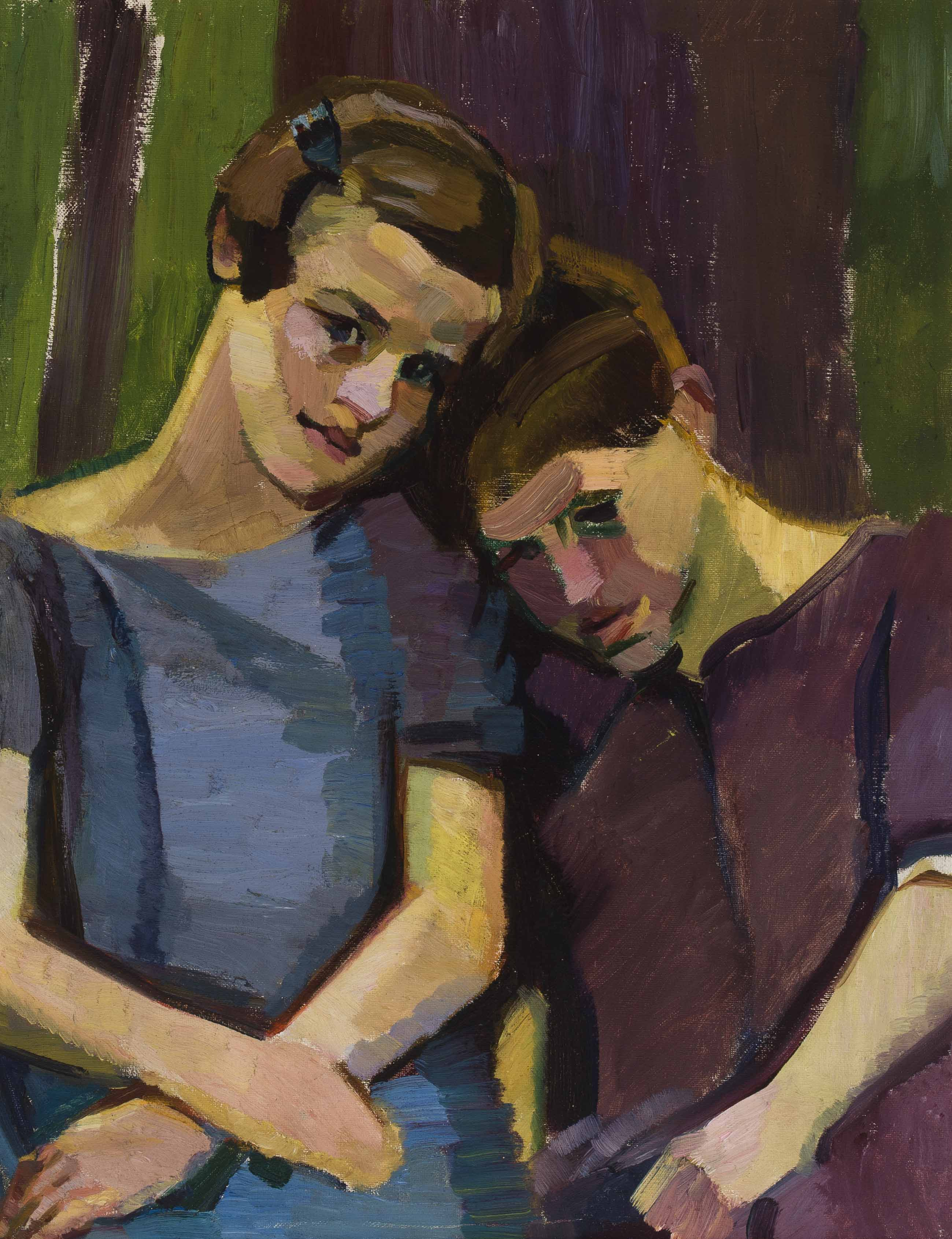
Das Geschwisterpaar

Margarete Depner positionierte sich in den 30er Jahren zunehmend als Bildhauerin und beteiligte sich an zahlreichen Ausstellungen. Sie war jedoch immer wieder mit einer Auswahl ihrer Werke der anderen zwei Genres, der Grafik und Ölmalerei – sowohl bei Ausstellungen in Kronstadt als auch bei den jährlichen Frühlings- und Herbstpräsentationen in Bukarest vertreten. In den zwanziger und dreißiger Jahren entstanden der Großteil ihrer Grafiken und Ölarbeiten und die wichtigsten Skulpturen.
Es war dies nicht nur künstlerisch eine fruchtbare, sondern auch beruflich eine erfolgreiche Zeit, die ihr durch zahlreiche Ausstellungen den Durchbruch in die Öffentlichkeit bescherte. Der erste Höhepunkt ihres Schaffens mündete in der großen Präsentation von 1933. Zusammen mit dem Bildhauer Hans Guggenberger und der Kunsthandwerkerin Rieke Morres wurde ihr Werk im Dezember des Jahres in Kronstadt der Öffentlichkeit vorgestellt. Depner war mit einem Querschnitt durch ihr gesamtes bisheriges Werk vertreten. Zwölf Plastiken und vierzig Bilder zeigten sie als vielfältige Künstlerin. Ihre Schau umfasste Arbeiten der letzten zehn Jahre. Nach Aussage ihres Kollegen Friedrich Miess, war es die schönste Schau, die Kronstadt je erlebt hatte.
Die zentralen Plastiken Margarete Depners waren die Sinkende, die Trauernde und die Kauernde, lebensgroße weibliche Marmorstatuen. Letztere waren Grabfiguren in Hermannstadt und Kronstadt. Margarete Depner war, soweit bekannt, die erste, die in Siebenbürgen eine Plastik in Lebensgröße geschaffen hatte.
Diese Ausstellung bedeutete ihren künstlerischen Durchbruch und zeigte sie als Repräsentantin der Porträtkunst. Sie hält die Balance zwischen Form und Charakter, da sie von sich – der Künstlerin – wie sie sagt, die Freiheit fordert, die Folie der universellen Gesetzlichkeit im Abbild zu erforschen.
Rumänien war 1941 an der Seite des Deutschen Reichs in den Krieg eingetreten. Die siebenbürgische Minderheit sollte durch die mentale Eingliederung ins Deutsche Reich wieder Mehrheitsbewusstsein erhalten und sich anhand ihrer Künstler bei einer Propagandaschau im nationalsozialistischen Deutschland präsentieren. Bereits 1942 wurden in Berlin 120 Werke von 23 Malern, Graphikern und Bildhauer aus den deutschsprachigen Siedlungsgebieten Rumäniens gezeigt. 1944 fand eine zweite große Wanderausstellung deutscher Künstler aus Rumänien statt, bei der nun sogar 28 Kunstschaffende, von denen über ein Viertel weiblich war, mit über 300 Werken Vertretung fanden. Als erste Station der Wanderausstellung fungierte das Künstlerhaus in Wien.

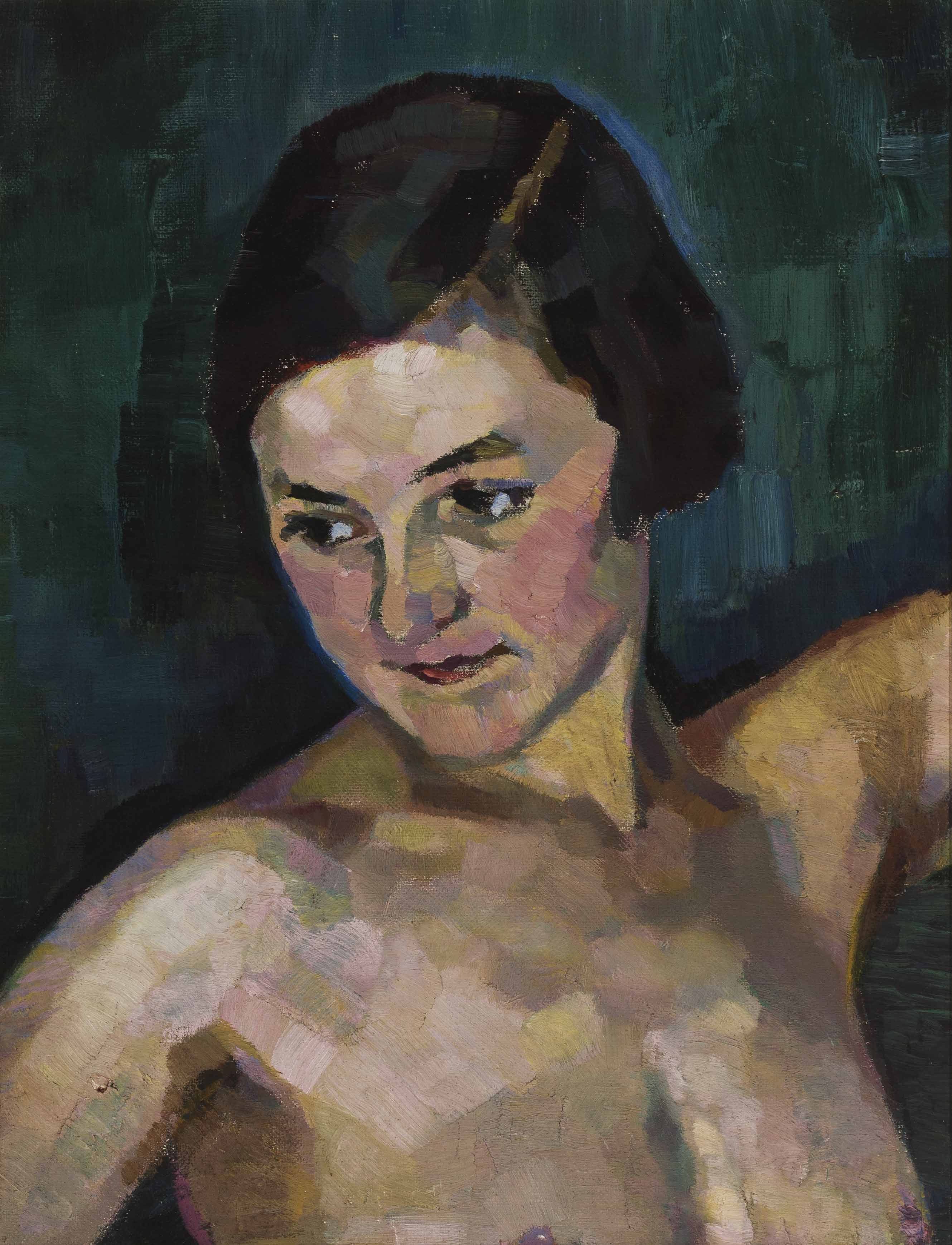
Studie III zu den Drei Generationen

Depner war mit fünf Plastiken vertreten, wobei vier nicht explizit nationalsozialistisch konnotiert waren, so die Sinkende und der Männerkopf. Die Skulptur Sächsisches Bauernmädchen konnte mit dem hochgebundenen Haarkranz des Mädchens leicht im Sinne einer nationalsozialistischen Frauenideologie verwendet werden. Die gleichgeschaltete Presse hob in den Rezensionen in erster Linie die Werke Depners positiv hervor, und so las man von der „Sonderstellung der wundervollen Plastiken deren beseelte Menschengestaltung, virtuose Beherrschung des Technischen und charaktervolle Durcharbeitung sich dem Gedächtnis einprägten.“ 
Die Ausstellung war als Verkaufsschau geplant. In kurzer Zeit hatten vier Fünftel der Werke ihre neuen Besitzer gefunden. Die Sinkende begeisterte zudem den Oberbürgermeister von Stuttgart, der beschloss, sie für die „Stadt der Auslandsdeutschen“ zu erwerben. Lange Zeit war die Skulptur nach dem Zweiten Weltkrieg im Institut für Auslandsbeziehungen in Stuttgart aufgestellt. Mittlerweile befindet sie sich als Dauerleihgabe der Galerie der Stadt Stuttgart im Siebenbürgen Institut in Gundelsheim. Viele der Arbeiten erreichten in der Folge der Bombardements ihr Ziel Berlin nicht und blieben verschollen. Für Depner bedeutete dies den Verlust einiger ihrer wichtigsten Arbeiten.
Nach dem Zweiten Weltkrieg geriet sie kunsthistorisch in Vergessenheit. Der Weg zu internationalen Ausstellungen war ihr auch durch den „Eisernen Vorhang“ versperrt.
Die Kunst diente ihr jedoch als Rettungsanker und half ihr, Strategien des psychischen Überlebens zu kreieren. Margarete Depner arbeitete trotz räumlicher Enge kontinuierlich weiter. Für die deutsche Minderheit war es schwierig, sich im Kunstbetrieb Rumäniens zu behaupten. Die regelmäßig zweimal jährlich in Bukarest organisierten Kunstschauen wurden zwar von dieser beschickt, ihre Werke fanden dort jedoch wenig Beachtung.
Grafik und Ölmalerei waren nun im Werk Depners zu Gunsten der Plastik zurückgetreten. Unbeirrt von äußeren Stilvorgaben des Sozialistischen Realismus behielt sie ihre Handschrift und realisierte bis zu ihrem Tod 1970 nur die eigenen Kunstvorstellungen. Ihre künstlerische Tätigkeit half ihr über körperliche und seelische Schwächen hinweg. 1968 notierte sie: „Der Gedanke an eine umfassendere Sonderausstellung in meiner Vaterstadt gibt mir noch ein wenig Arbeitsmut und wäre mein Wunsch, aber nicht meine Hoffnung.“ 
Nach ihrem Tod blieb ihr bildnerischer Nachlass mehr als 30 Jahre auf dem Dachboden verborgen, bis er durch Zufall wieder ans Licht kam. In einer Monographie wurde in Wien über ihr Werk 2011 publiziert und seine Bedeutung im internationalen Kontext der Klassischen Moderne beschrieben.

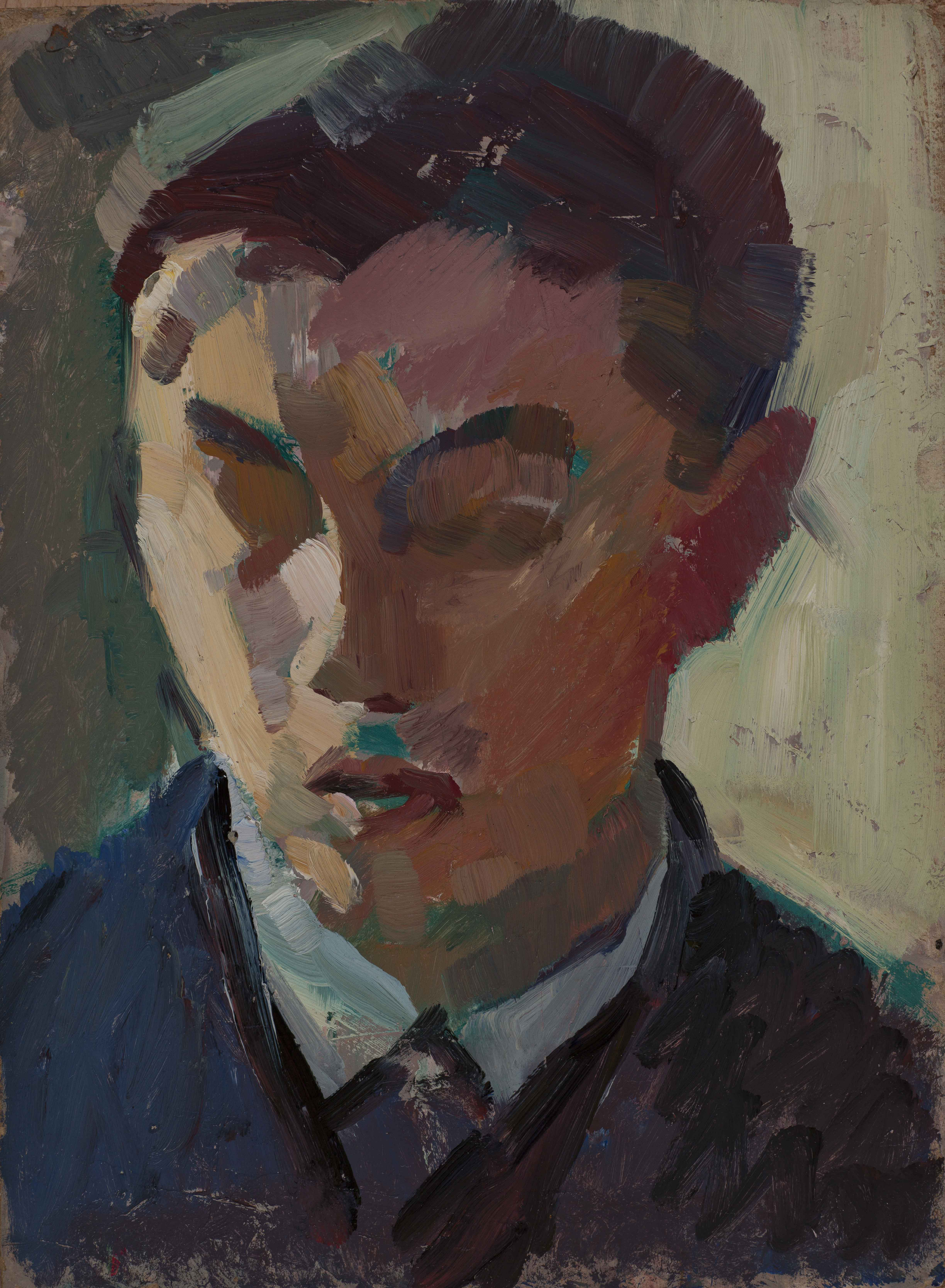
Junger Mann mit stilisierten Augen

## Bedeutung
Margarete Depner war nicht nur Künstlerin, sondern auch sozial engagierte Wohltäterin, Kunstsammlerin und Mäzenin. Als Frau durchbrach sie den ihr zugeschriebenen Rollenrahmen und profilierte sich erfolgreich als Künstlerin. Dennoch konnte sie eine internationale Positionierung innerhalb der Kunstgeschichte bislang vor allem durch die politischen Rahmenbedingungen ihres Wirkungskreises nicht erlangen. Im nationalsozialistischen Deutschland erhielt besonders 1944 mit ihrer Beteiligung an einer umfangreichen Werk- und Verkaufsschau Anerkennung von der gleichgeschalteten öffentlichen Meinung. Kunstgeschichtlich vergessen, machte erst die Wiederentdeckung und Aufbereitung ihres bildnerischen Nachlasses im Jahre 2011 eine begründete Einordnung in die Kunst der Moderne möglich.
Sie wurde 1885 in Kronstadt als Österreicherin geboren und starb 1970 ebenda als rumänische Staatsbürgerin. Ihr Leben spiegelt die radikalen politischen Einschnitte, die ihr Geburts-, Wirkungs- und Sterbeort – Kronstadt – zwischen der k.u.k. Habsburgermonarchie über zwei Weltkriege hinweg zum rumänischen Kommunismus erlebte. Die sogenannte Klassische Moderne findet in Siebenbürgen durch das multiethnische Milieu eine spezielle Ausprägung und ist durch Stilpluralismus gekennzeichnet. Sowohl während der historischen Zugehörigkeit zur Habsburgermonarchie als auch später als Teil Rumäniens waren zuerst Hermannstadt/Sibiu und danach Kronstadt/Braşov bedeutende Kunstzentren Siebenbürgens. Hier verfolgte und reflektierte man die europäischen Trends und entwickelte sie zu eigenen Kunstformen weiter.

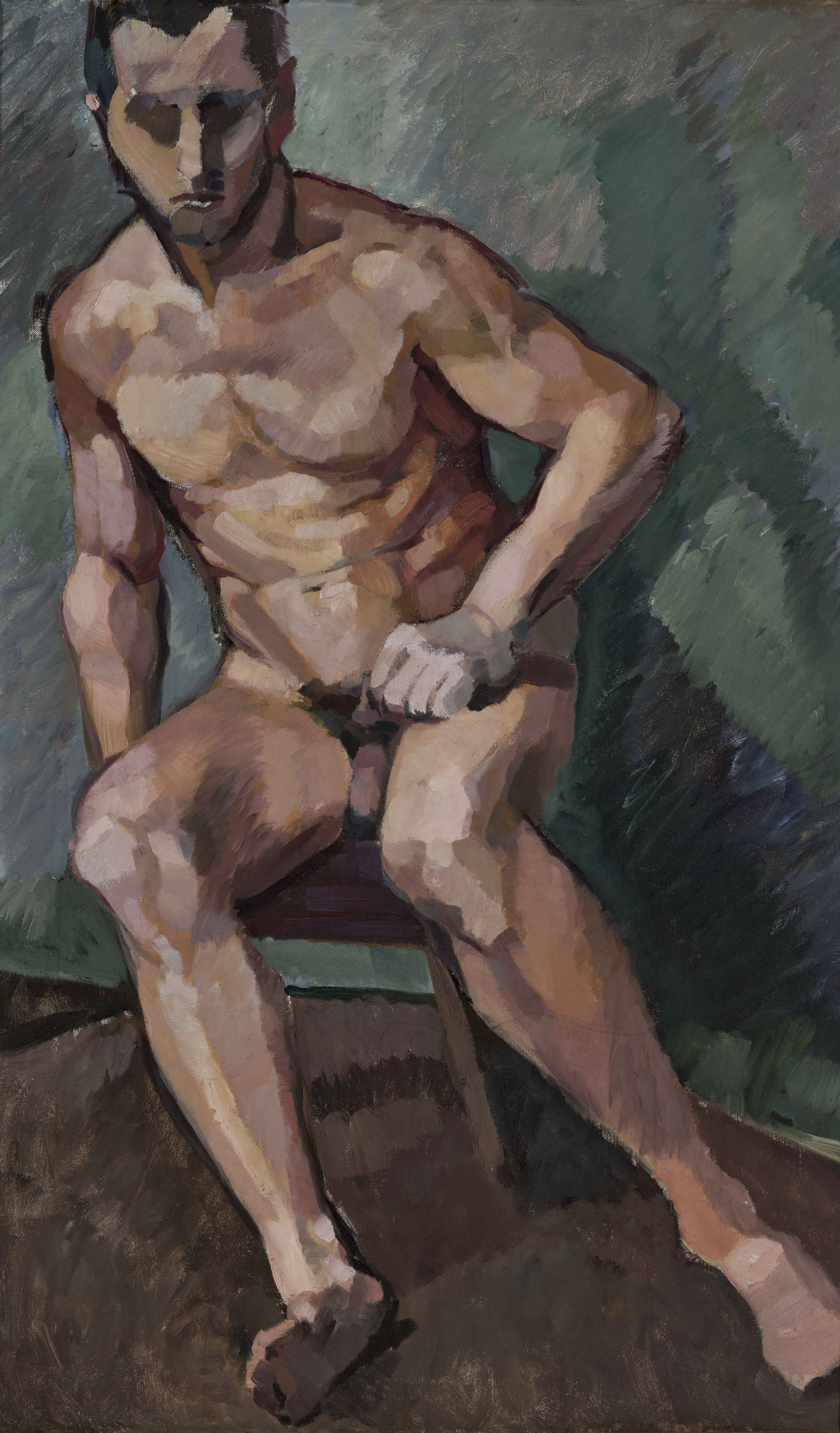
Männerakt, 120 × 73,5

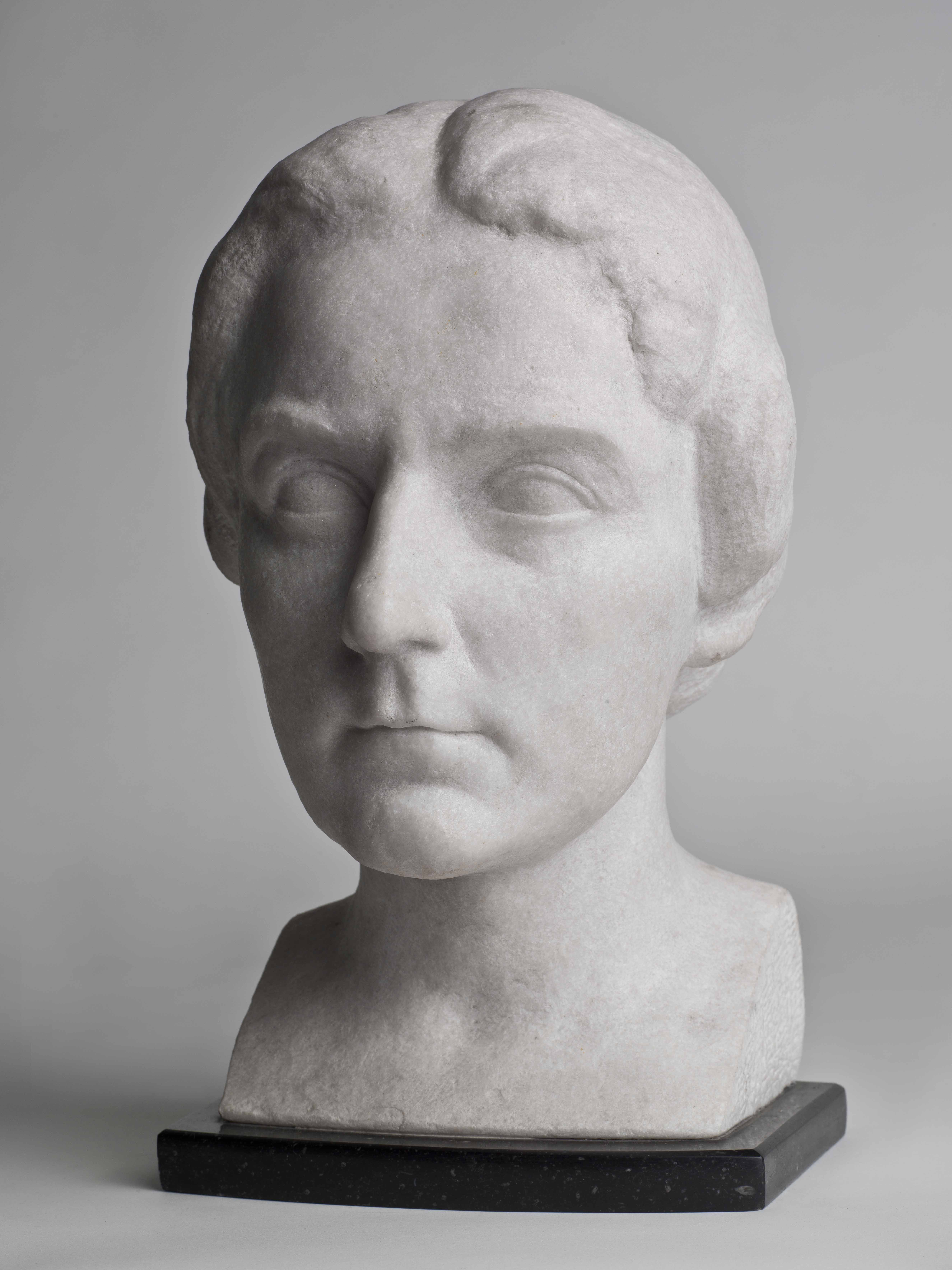
Frauenbüste

Viele der Kunstschaffenden Siebenbürgens verließen allerdings das Gebiet, um im Ausland Berühmtheit zu erlangen. Margarete Depner war eine der ganz wenigen, die bis zu ihrem Tod 1970 in Kronstadt wirkten, was sie zu einer „Verschollenen“ der Kunstgeschichte machte. Sie entwickelte lebenslang ihren eigenen Stil, setzte sich zwar mit den Stilrichtungen der Jahrhundertwende und den Trends der Zwischenkriegszeit auseinander, wollte sich aber keinem der voneinander abgegrenzten Gestaltungsformen eindeutig zuordnen lassen.
Der Hermannstädter Kunsthistorikerin Gudrun Liane Ittu (2011) zufolge war Margarete Depner „eine äußerst facettenreiche Künstlerin. Als Grafikerin, Malerin und Bildhauerin zählt sie zu den bedeutendsten Vertreterinnen der klassischen Moderne Siebenbürgens.“ Im europäischen Kontext kommentiert die Wiener Kunsthistorikerin Sabine Plakolm-Forsthuber (2011): „Das Ergebnis war ein koloristisch äußerst differenzierter und ansprechender expressiver Realismus, der innerhalb der siebenbürgischen Kunst ein außergewöhnliches und in der mitteleuropäischen ein hohes, qualitatives Niveau erreichte.“ 
Ihr sichtbares Lebenswerk besteht, abgesehen von den Stillleben und Landschaftsbildern in erster Linie aus Männer-, Frauen- und Kinderporträts oder -büsten und -skulpturen. Von der Grafik herkommend, legte sie später ihren Schwerpunkt auf die Ölmalerei und danach auf die Skulptur.